# Прамолло
Прамолло (італ. Pramollo, п'єм. Pramòl) — муніципалітет в Італії, у регіоні П'ємонт,  метрополійне місто Турин.
Прамолло розташоване на відстані близько 550 км на північний захід від Рима, 45 км на південний захід від Турина.
Населення — 259 осіб (2014).

## Демографія
Населення за роками:

Станом на 1 січня 2023 року в муніципалітеті офіційно проживало 8 іноземців з 4 країн, серед них 1 громадянин країн Євросоюзу.

## Сусідні муніципалітети
- Ангронья
- Інверсо-Пінаска
- Перреро
- Помаретто
- Сан-Джермано-Кізоне